# ムハンマド・ホダーバンデ
ムハンマド・ホダーバンデ（Mohammed Khodabanda, ペルシア語: شاه اسماعیل, 
1532年 - 1595年）は、サファヴィー朝の第4代シャー（在位：1577年11月 - 1588年10月1日）。第2代君主タフマースブ1世とスルターナ・ベーグムの長男でイスマーイール2世の兄、アッバース1世の父に当たる。ホダーバンデは「神の僕」という意味を持つ。

## 生涯
サファヴィー朝北東部のホラーサーン総督を務めたが、弱視で王位継承者から外されていた。1572年に地元のクズルバシュと衝突したことが原因で父から南のファールスへ左遷され、息子のアッバースを後任のホラーサーン総督（名目上の職務で、実権は補佐役のクズルバシュが握っていた）にされて引き離された。1576年の父の死後、一族の間で激しい後継者争いが勃発し、後を継いだ弟のイスマーイール2世によって多くの王族が殺害されたが、弱視であった上に政治的意欲も希薄なムハンマドはそれから免れていた。
イスマーイール2世が即位の翌1577年に急死したため大宰相のミールザー・サルマーン（波: میرزا سلمان）にシャーとして擁立されたが、上記のような経緯より指導力は全く期待出来ず内乱が激化、特に国政を掌握していた異母妹のパーリー・ハーン・ハーヌムと妃であるマフディ・ウリヤ（別名ハイルン・ニサー・ベーグム、アッバースの生母）の抗争が激化し、1578年にウリヤはパーリーを絞殺している。しかしウリヤは重職にイラン人を登用、軍事に口出しするなどして先々代時代からの重臣を登用せず、息子ハムザ（アッバースの兄）をムハンマドのワキール（副王）に任命し政治に介入させるなどしてクズルバシュと対立を深めた。
こうした中、オスマン帝国がサファヴィー朝の故地ともいえるアゼルバイジャンに1578年から本格的に侵攻する（オスマン・サファヴィー戦争）。ウリヤとクズルバシュはこの時は協力して、1579年にソコルル・メフメト・パシャを暗殺してオスマン帝国軍を撃退したが、両者の対立は収まらず、同1579年にウリヤはクズルバシュによって後宮で絞殺された。ムハンマドは依然として無力で、事件に対処出来ず逆にクズルバシュの罪を問わないとする有様だった。
やがてクズルバシュ同士も内戦を始め、1583年には鎮圧に努めようとしたミールザー・サルマーンが孤立して処刑され、ハムザはアゼルバイジャンのオスマン帝国軍征伐に失敗、クズルバシュとも対立して1586年に暗殺された。オスマン帝国の侵攻は1590年まで続き、イラン北東部からはウズベク人のシャイバーニー朝が1587年からホラーサーンに侵攻してきたため、サファヴィー朝は危機的状況に陥った。
混乱の最中、1587年にホラーサーンでムルシド・クリー・ハーン・ウスタージャルー（波: مرشدقلی خان）がムハンマドの息子アッバースを擁立して反乱を起こし、首都ガズヴィーンに入ると、ムハンマドは退位を余儀なくされ、翌1588年にシャーの地位を17歳のアッバースに譲った。その後は幽閉され1595年に死去した。即位したアッバース1世はムルシドを始め内乱の元凶であったクズルバシュを排斥、アッバース1世のもとでサファヴィー朝の内政改革と版図回復が進むことになる。